# Theridion zekharya
Theridion zekharya är en spindelart som beskrevs av Levy 2007. Theridion zekharya ingår i släktet Theridion och familjen klotspindlar.
Artens utbredningsområde är Israel. Inga underarter finns listade i Catalogue of Life.